# Niagara, Niagara
Niagara, Niagara è un film del 1997 diretto da Bob Gosse.

## Trama
Marcy è una ragazza affetta da una malattia neurologica, la sindrome di Tourette, che la costringe a continui tic ed improvvise esplosioni di violenza. Seth è un giovane ribelle con un padre alcolizzato. I due partono alla volta delle cascate del Niagara, dove Marcy spera di trovare una testa di Barbie nera.

## Riconoscimenti
- 1997 - Festival di Venezia
  - Coppa Volpi per la migliore interpretazione femminile